# جوني دريك
جوني دريك (بالإنجليزية: Johnny Drake)‏ هو لاعب كرة قدم أمريكية أمريكي، ولد في 27 مارس 1916 في شيكاغو في الولايات المتحدة، وتوفي في 26 مارس 1973 في ديترويت في الولايات المتحدة.

## وصلات خارجية
- جوني دريك على موقع مرجع كرة القدم المحترفة.كوم (الإنجليزية)